# Турусбеков, Джусуп
Джусуп (Жусуп) Турусбеков (24 декабря 1910, село Кун-Батыш, Семиреченская область — 1944, Калининский фронт) — киргизский советский поэт, драматург. награждён орденом «Знак Почёта». Делегат Первого съезда советских писателей. Участник Великой Отечественной войны.

## Биография
Родился 24 декабря 1910 года в селе Кун-Батыш в семье батрака. Рано потерял родителей, с 10 лет воспитывался в школе-интернате в Тюпе. В Тюпе учился в сельскохозяйственном техникуме; в 1928 году уехал в город Фрунзе. Работал корректором в республиканской газете «Кызыл Кыргызстан», потом был заведующим отделом газеты, редактором молодёжной газеты «Ленинчил-Жаш», редактором Киргосиздата, литературным консультантом в Союзе писателей и директором Кыргызского республиканского драмтеатра, участвовал в литературном кружке «Кызыл учкун». В 1928—1931 годах учился в советско-партийной школе в Твери, во время каникул работал редактором в газете «Ленинчил Жаш». В 1930 году принят в ВКП(б).
Участник Великой Отечественной войны, ушёл на фронт в 1941 году, продолжал писать в окопах. Погиб на Калининском фронте в апреле 1944 года.

### Семья
Жена — Кулсун Молдахматова, окончила Педагогический техникум.
Трое детей
- старшая дочь — Лиля (1933—2001), кинорежиссёр, заслуженный деятель искусств Киргизской ССР (1979)[4].

## Творчество
Литературной деятельностью начал заниматься с 1928 года, является автором сборников «Стихи Джусупа» (1932), «Жизнерадостная молодёжь» (1933), «Отечество» (1938), автор пьесы «Не смерть, а жизнь» («Аджал ордуна», 1935), «События в Беш-Мойноке» (1937). Совместно с К. Маликовым и Дж. Боконбаевым написал либретто оперы «Айчурек» в 1939 году. Занимался переводом, перевёл на киргизский язык пьесу «Каменный гость» из цикла «Маленькие трагедии» А. С. Пушкина, произведения Г. Гейне и другие.
Был участником Первого съезда советских писателей.
Поэму «Трагедия разбойника» отправил с фронта полевой почтой в редакцию газеты «Кызыл Кыргызстан», произведение было опубликовано в 1942 году.

## Награды
- Орден «Знак Почёта» (31 января 1939)[8].

## Память
Именем Джусупа Турусбекова были названы улица и библиотека.

## Комментарии
1. ↑  Кун-Батыш в последующем — аильный кенеш в Тонском районе[2], переименованный в айыльный кенеш имени Болота Мамбетова[3]; ныне — Болот Мамбетовский аильный округ в Тонском районе Иссык-Кульской области.